# Amers (Saariaho)
Vous lisez un « bon article » labellisé en 2024.
Pour l'œuvre de Saint-John Perse, voir Amers. Pour les autres homonymes, voir Amer.
Amers est une œuvre concertante en deux mouvements de la compositrice finlandaise Kaija Saariaho, pour violoncelle solo et un ensemble comprenant un piccolo, un hautbois, une clarinette, une clarinette basse, un cor, deux percussionnistes, une harpe, deux claviers, auxquels s'ajoutent des sons électroniques synthétisés par ordinateur. 
L'œuvre, composée en 1992, constitue une synthèse des techniques de la musique spectrale au début des années 1990.

## Contexte historique

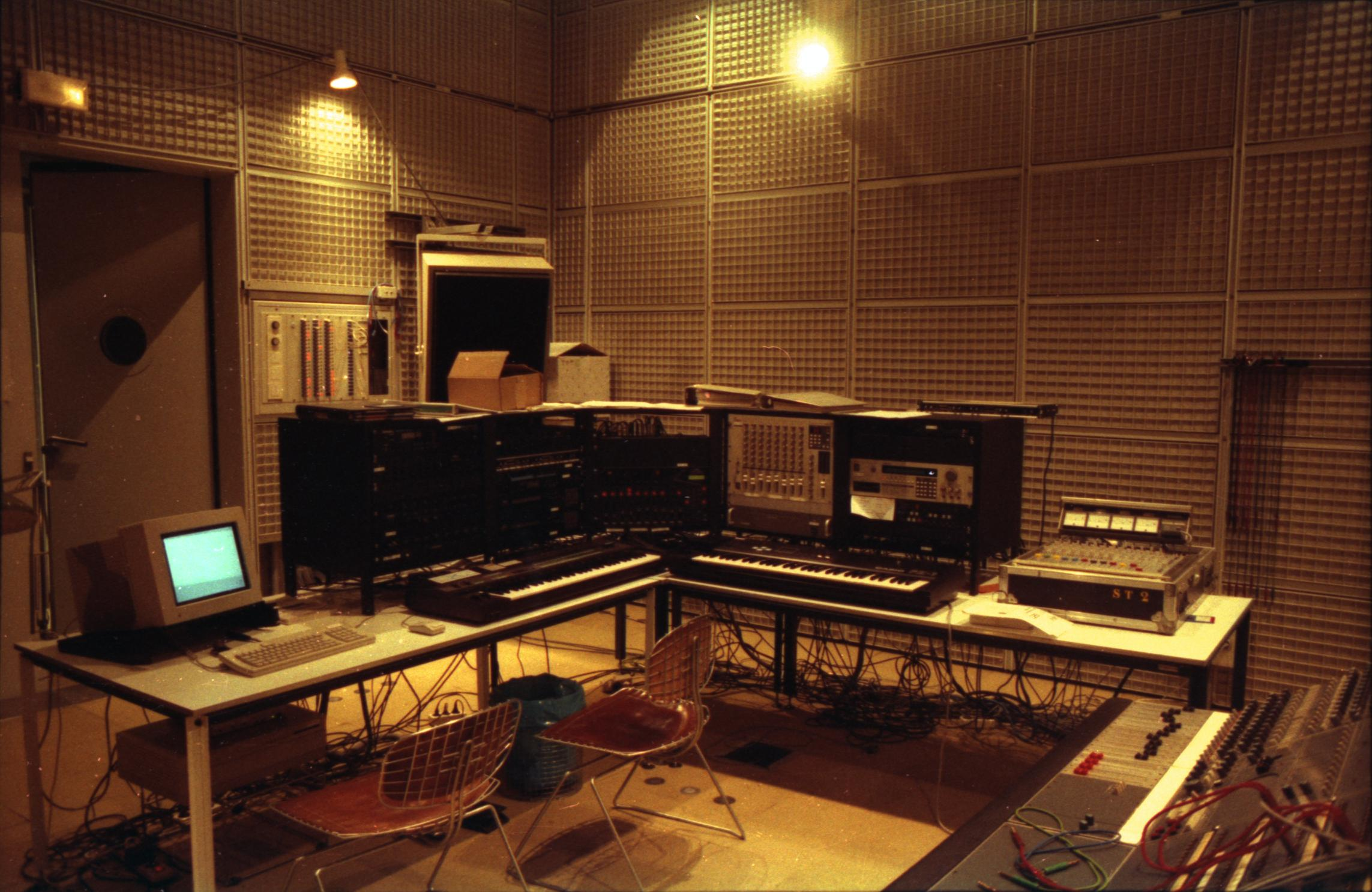
Un studio de l'Ircam en 1989.

L'œuvre, commande à la fois de l'Ircam, du Centre Pompidou de Paris et du Barbican Centre de Londres, s'inspire du recueil éponyme de Saint-John Perse qui prend pour sujet les points de repère qui jalonnent la côte et aident les navigateurs. L'idée première de la pièce était d'abord celle d'un violoncelle soliste qui serait « comme un marin naviguant dans la mer des sons » et dont la traversée, balisée de passages obligatoires induits par l'état de la matière sonore, serait bloquée par son environnement. Si l'œuvre peut être considérée, peut-être à tort, comme un concerto, la compositrice a cependant voulu écarter le principe d'un face-à-face pour l'organiser plutôt en trois plans indépendants mais aussi reliés : le violoncelle seul, l'ensemble instrumental et les sons synthétiques de l'ordinateur.
Grâce à l'analyse spectrale, Kaija Saariaho a observé la structure de certains sons du violoncelle, et s'est servie de cette étude comme point de départ à son travail de composition. Dans Amers, la synthèse sonore est réalisée à l'aide de modèles de résonance issus du son initial : le trille du mi bémol grave de l'instrument. Ce son a été choisi dans l'œuvre …à la fumée. Cette synthèse est complétée par d'autres modèles inspirés des cloches et des percussions. Ainsi, l'écriture harmonique autant que rythmique de la pièce est fondée sur les principes de fusion, de fission et d'interpolation des sons. Cependant, si la compositrice utilise l'électronique pour les rythmes complexes et stricts, ils sont aussi présents sous une forme beaucoup plus libre dans les parties du violoncelle soliste et de l'ensemble instrumental. De plus, Kaija Saariaho utilise la texture sonore, qu'elle épaissit ou affine en unisson, pour en faire émerger des motifs qui se dispersent ensuite.
La pièce est créée le 8 décembre 1992 au Barbican Centre par Anssi Karttunen en violoncelliste soliste et l'ensemble Avvanti sous la direction de Jukka-Pekka Saraste. La partie d'électronique a, quant à elle, été enregistrée à l'Ircam.

## Structure
L'œuvre est constituée de deux mouvements :
1. Libero, dolce, misterioso ;
2. Sempre molto energico, ma espressivo.

## Analyse

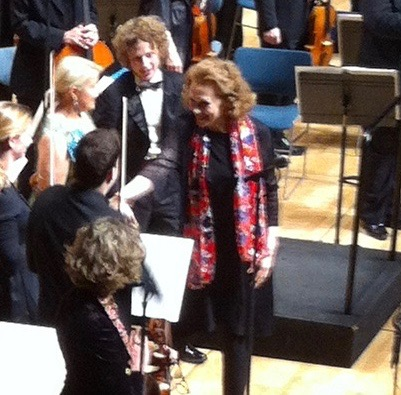
Kaija Saariaho à la Cité de la musique en 2013.

Si le son choisi est un trille du mi  grave du violoncelle, le mode de jeu a aussi son importance : il est joué « vertica », entre note appuyée et effleurée, avec des variations de pression d’archet. C'est d'ailleurs le violoncelle qui ouvre la pièce avec ce trille, et l'œuvre paraît être entièrement construite en résonance à ce son, comme le théorise le courant de la musique spectrale dont l'idée est que l'observation et la restitution du son garantissent la cohérence de la structure musicale au niveau macroscopique comme microscopique. Selon le compositeur français pionnier du spectralisme Gérard Grisey : « L’instrumentation et la distribution des volumes et des intensités suggèrent un spectre synthétique qui n’est autre que la projection dans un espace dilaté et artificiel de la structure naturelle des sons ». C'est sur le modèle spectral de ce trille que se fonde l'œuvre.

### Usage des outils technologiques
Les premières esquisses de la pièce montrent plusieurs méthodes d'analyse spectrale de la note de mi bémol :
1. Une analyse spectrale standard qui représente les différentes couches du son sous forme de fréquences et d'amplitudes ;
2. Une analyse dite « par modèle de résonance » qui modélise le son sous la forme d'un filtre résonant ;
3. Une synthèse des modèles physiques qui ne permettent pas d'analyser le son, mais apportent un point de vue conceptuel sur les développements de ce son.

En plus de ce travail d'étude, Kaija Saariaho travaille sur les différentes possibilités d'interpolation ou de transition progressive d'un état sonore à un autre et dont le propre est d'être contrôlé par un algorithme. Ainsi, Amers déploie son geste initial de trille du mi bémol au-delà d'un simple trille de violoncelle et ce matériau va s'appliquer autant à l'écriture instrumentale qu'à la synthèse sonore, toutes deux mises sur le même plan, et influant l'une sur l'autre.

### Analyse spectrale et réemploi
Kaija Saariaho a d'abord réalisé une analyse FFT afin de déterminer les partiels du son ainsi que leur fréquence et l'amplitude de chaque fréquence. Grâce aussi à l'algorithme de Terhardt (Iana) qui permet de simplifier les résultats de l'analyse FFT pour se restreindre aux fréquences les plus perceptibles du timbre, la compositrice a pu tirer de cette analyse spectrale brute un modèle pour construire les premiers sons synthétiques de la pièce. Elle a aussi tiré de l'analyse filtrée un modèle réduit pour les parties instrumentales. Elle travaille ainsi sur la proximité de perception entre l'harmonie (spectre réduit) et le timbre (spectre total).
Grâce à l'analyse FFT qui permet une structuration du son en tranches temporelles régulières, la compositrice peut s'appuyer sur ce matériau pour organiser les premières séquences de la pièce. Ainsi, au début du premier mouvement, le violoncelle lance le trille du mi bémol tout en se mêlant soit aux sons électroniques, soit à l'ensemble instrumental.
Cependant, le matériau qu'utilise Kaija Saariaho se trouve être un matériau spectral à trois dimensions : la fréquence, le temps et la profondeur de champ, permettant des effets de focus révélant plus ou moins les détails. De fait, le discours de l'œuvre est basé sur la mise en perspective des différents éléments, souligné tant par l'électronique que par l'ensemble ou le violoncelle seul, plutôt que sur une forme plus traditionnelle. Dans la seconde partie, le même trille est joué, mais à la quinte inférieure, un la bémol.
L'orchestration se fait à différents degrés de précision à partir du même matériel harmonique ou mélodique, mais dans la continuité de l'orchestration classique : ainsi les cuivres et les percussions énoncent les grandes lignes de l'évolution tonale de façon simplifiée par des tenues ou des impulsions rythmiques. De plus, ces pupitres étant en fond de scène, surcharger leurs traits musicaux brouillerait le message.
Dans la première partie, l'électronique a une morphologie simple afin de prendre en charge l'évolution harmonique de la pièce, ponctuée par les cors et les clarinettes sur les éléments principaux de l'harmonie spectrale.

#### Synthèse sonore
La synthèse électronique est la moins articulée, prenant la plupart du temps la forme d’une vague. Le modèle spectral est représenté le plus fidèlement possible au niveau du timbre et de l'harmonique mais la complexité rythmique et la gestuelle du trille est simplifiée à l’extrême. Mais parfois, le son de synthèse peut avoir une forte sensation de consonance et fusionne avec le trille du violoncelle, bien qu'il lui soit radicalement opposé par son absence d’articulation ainsi que par sa position acousmatique qui contraste avec la physicalité et les mouvements du soliste mis en valeur.

#### Ensemble instrumental
À partir de quelques hauteurs harmoniques issues du modèle réduit du spectre, l’ensemble instrumental expose des rythmes variés. Il se superpose au son synthétique par un effet de calque, tout en étant plus volubile que le modèle spectral. La superposition du modèle complet (son synthétique) et du modèle réduit (ensemble instrumental) entraine une fusion des sons l'un dans l'autre. Dans l'ensemble, ce n'est pas le timbre ou l'harmonie du trille qui importe, mais son énergie agogique, sans cesse renouvelée par des interpolations rythmiques souples.

#### Violoncelle seul
Si le principe de la musique spectrale est de chercher à fusionner les sons instrumentaux en un seul son, la présence d'un instrument soliste peut sembler contradictoire. Dans Amers, Kaija Saariaho prend le contrepied de Marc-André Dalbavie et de sa pièce Diadèmes qui est un concerto pour alto, ensemble et électronique datant de 1986 ; la compositrice permet au contraire une mise en avant du soliste par l'expression pure de la surface du champ harmonique. Le violoncelle est donc à la fois opposé aux sons synthétiques et aux sons de l'ensemble mais affirme à un autre degré la synthèse du modèle harmonique. Dans son rôle d'instrument à la fois soliste et concertant, le violoncelle exprime autant le son d'origine (le trille en mi bémol) que l'ensemble des sons du modèle réduit ou même la polarité que peuvent avoir certaines notes du modèle complet. La partie de violoncelle, quasi complète et autonome, va donner lieu à l'écriture d'une « pièce-sœur » : Près (1992-1994), reprenant avec un ordre légèrement différent et en trois mouvements les éléments du violoncelle et de l'électronique d'Amers.

### Synthèse
À partir d'Io, œuvre pour ensemble et bande magnétique de 1987, Kaija Saariaho va systématiser l'emploi de l'analyse spectrale pour bâtir l'harmonie de ses œuvres. Les analyses sont alors porteuses de la dynamique et de la hiérarchisations des niveaux sonores. Dans Amers, ce sont les niveaux de représentation de l'harmonie qui sont hiérarchisés. Cette écriture par superposition des matériaux sonores par « transparence » se fait à partir du diptyque orchestral Du cristal… …à la fumée pour évoluer, dans Amers, vers une structuration de l'harmonie et de l'instrumentation au moyen de nouvelles analyses spectrales et de la mise en œuvre du principe du « modèle de résonance ».

### Usage du modèle et écriture de la résonance
Dans Amers, le trille de mi bémol joue le rôle de modèle de référence, de point de repère, qui est aussi un point de consonance et de repos du discours, et lancé au début de chaque section de la première partie. Saariaho organise donc la dynamique des consonances et dissonances entre l'électronique et l'ensemble aussi bien qu'au niveau formel, puisque les moments où la tension est la plus importante sont matérialisés par des sons bruités et une figuration rythmique complexe, qui correspondent aussi à l'état harmonique le plus éloigné du mi bémol d'origine. Au niveau formel, l'alternance du modèle d'origine avec celui du la bémol agit avec le même effet que le trille au niveau local.

### Synthèse physique du modèle électronique
Saariaho utilise métaphoriquement le procédé virtuel de construction du son : dans la création du son, il faut prendre en compte autant les harmoniques du son que l'attaque de ce son, qui sont définis par la taille et la tension de la corde, la pression de l'archet et tous les paramètres physiques qui déterminent un son. Ainsi, dans la première partie, elle développe la ligne du violoncelle autour du concept de construction du son et de résonance du trille, et dans la seconde partie elle travaille, par les sons percussifs, l'aspect physique et gestuel du son créé.

### De la modélisation à l'abstraction
Dans Amers, Kaija Saariaho s'intéresse à la cohérence dans la perception des timbres sonores. À partir d'un même son, elle tire un modèle spectral qui va se répandre dans la partie de violoncelle, mais aussi dans la partie orchestrale et dans la synthèse additive de fréquences sonores. Ainsi, les gongs sont résolument extérieurs au spectre harmonique du trille. Le modèle spectral laisse alors place à un système plus abstrait, dont il est pourtant issu.

## Discographie
- Château de l’âme, Graal-théâtre, Amers, Avantii Chamber Orchestra, Anssi Karttunen (violoncelle), Esa-Pekka Salonen (dir.), 1 CD Sony, 2001, SK 60817 (OCLC 166262088).